# Infermeria obstètrico-ginecològica

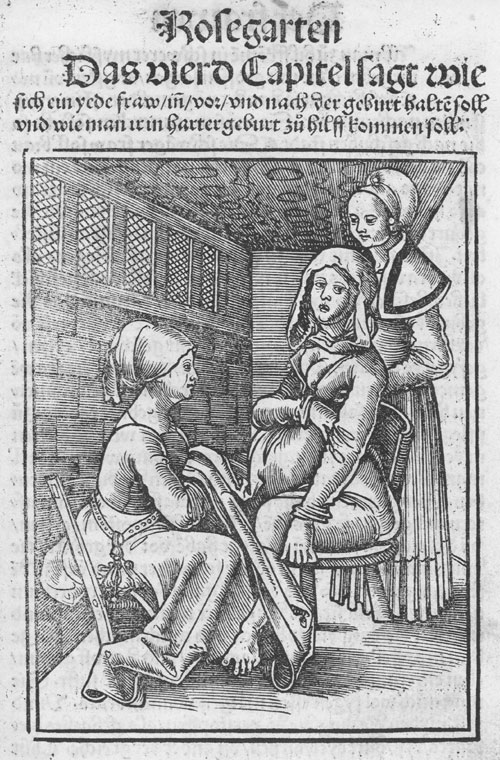
Una dona donant a llum en una cadira per a parir, obra d'Eucharius Rößlin.

La infermeria obstètrico-ginecològica és una especialitat d'infermeria dedicada a la cura de la dona des del punt de vista reproductiu, especialment durant l'embaràs, el part i el puerperi, encara que també comprèn altres aspectes diversos: sexualitat, anticoncepció, menopausa, etc. La llevadora també té importància a l'hora de fer un seguiment als pares per a preparar-los per a la maternitat o paternitat i perquè els pares desenvolupin una bona tasca com a tutors.
Abans, les dones que exercien aquesta professió eren les comares, llevadores, madrines o llevaneres. Antigament aquesta feina era molt més habitual que en l'actualitat, ja que les criatures havien nascut sempre a les cases. Això donava un valor molt elevat a la feina de la llevadora que, en molts casos, havia de treballar en hores intempestives. A hores d'ara aquesta feina només es fa per vocació i tradició i com una excepció a la norma generalitzada de l'ingrés en un hospital. Les llevadores assisteixen la dona durant la gestació, especialment durant el part. Encara avui més de dos terços dels parts són assistits per comares. En el món desenvolupat, els canvis de l'obstetrícia, la (tocologia) i la ginecologia han induït transformacions profundes en aquesta professió mil·lenària. Aquestes infermeres són, també, anomenades comares o llevadores per tradició.
La professió de llevadora és considerada una de les més antigues de la humanitat, es tenen referències de la seva activitat des de 3000 anys aC. Algunes llevadores del segle xv havien rebut algun tipus de formació teòrica, tot i que a les zones rurals era freqüent la presència de llevadores que havien après l'ofici al costat d'una altra llevanera coneixedora dels processos del part i posseïdora d'habilitats manuals degut a la pràctica continua de llevar criatures. Sovint s'han vist formant nissagues familiars.
Aquests professionals fan el seguiment de l'embaràs, per aconsellar en tot allò que pot ajudar a una vivència ben satisfactòria del procés. La feina inclou també les visites a la mare durant l'època del part, que es poden fer tant en un hospital com a casa, de la manera tradicional. És important el seguiment que es fa de la recuperació postpart, l'assessorament i el suport per a l'alletament matern. No obstant això, també hi ha al darrere una filosofia més humana i artesana del naixement i el part, que proposa com a alternativa el part natural i al domicili.

## Per països
La tasca actual d'aquesta especialitat varia en els distints països. En alguns, especialment en el tercer món, la comare segueix el model clàssic: una dona experimentada a assistir parts, sense formació teòrica, que ajuda la mare a casa seva. La feina de comare s'ha convertit, en la major part dels països, en una professió de formació universitària, bé independent o bé com a especialitat de la infermeria (infermeres obstètrico-ginecològiques). La funció clínica de les comares també és molt variable segons la legislació i els costums de cada país; poden assistir els parts elles soles o supervisades per un metge, a qui poden ajudar en l'assistència al part, en la realització de cesàries, en el control del prepart i el postpart, en el control de la gestació, en els consells i visites a domicili postpart o en la preparació al part. En alguns països fins i tot assumeixen funcions de l'especialitat ginecològica, com les revisions periòdiques, els exàmens de mames, els frotis cervicals, la prova de Papanicolau i l'ús de mètodes anticonceptius.
A partir dels anys vuitanta la professió va adquirir una importància rellevant pel que fa a la prevenció i promoció de la salut més enllà de les activitats tradicionals d'atenció a la gestació, part i post part. Està regulada amb un perfil competencial específic i harmonitzat amb tots els Estats membres de la CE mitjançant les previsions contingudes en la secció 6 del Capítol III de la Directiva 2005/36/CE de 7 de setembre, del Parlament Europeu i del Consell, ordenada jurídicament pel Real Decreto 1837/2008. La solidesa d'aquesta professió es posa de manifest mitjançant el reconeixement de l'Organització Mundial de la Salut (OMS) i per la Unió Europea.

## Formació
A Espanya, un professional d'infermeria especialitzat en ginecologia i obstetrícia ha de tenir com a mínim la diplomatura o el grau d'infermeria i després especialitzar-se a través de l'EIR, que consta de 225 preguntes tipus test i 10 de reserva a realitzar en 5 hores, igual que la resta d'exàmens per accedir a la formació sanitària especialitzada (MIR, PIR, FIR, BIR...), però en aquest cas per a infermeria. L'especialització dura dos anys, en els quals es reben coneixements teòrics i pràctics. Dins dels coneixements teòrics que s'inclouen trobem: obstetrícia, ginecologia, pediatria, antropologia, història, psicologia, estadística i epidemiologia i, depenent de cada unitat docent, s'inclouen mòduls específics. En moltes unitats docents s'acaba el segon any amb el projecte d'investigació, que inclou els dos anys d'especialitat, on la infermera ha d'aplicar tots els seus coneixements adquirits.

## Curiositats
La mare de Sòcrates era una llevadora i el mateix Sòcrates afirmava que ell ajudava a "parir" les idees mitjançant l'educació (del llatí ducere = conduir).